# Mineralogramma
Il mineralogramma, o analisi tissutale del capello, è un test di laboratorio che usa come campione il capello e, tramite sofisticate tecniche analitiche, determina la concentrazione dei principali minerali presenti nel campione.
Questa analisi si compie prelevando 3 cm di capelli dal retro della nuca, nella zona della base del cranio, nella misura di circa 0,5 grammi. Il campione deve essere ottenuto in piccole quantità da zone differenti della regione occipitale, tagliando i capelli il più vicino possibile allo scalpo. La lunghezza non deve superare i 3 cm. I capelli vengono lavati con una soluzione neutra per eliminarne le sostanze esterne, e quindi sciolti in una soluzione acida al fine di poter essere analizzati da uno  spettrofotometro ad assorbimento atomico capace di valutare la quantità di minerali contenuti nei capelli.

## Principi di funzionamento
Il mineralogramma si basa sul presupposto che esistono relazioni dimostrate tra il sistema neurovegetativo autonomo e le funzioni di alcuni organi, le funzioni psichiche e quelle delle ghiandole endocrine. Analizzando la concentrazione di calcio, magnesio, potassio e sodio nelle cellule è possibile ricostruire queste relazioni. Interpretando i dati raccolti e combinandoli con l'anamnesi del paziente diventa possibile valutare lo stato di stress di un individuo.
Il capello si forma nel derma da un cluster di matrice cellulare che forma il follicolo. Durante la fase di crescita, l'attività metabolica della matrice cellulare è molto alta, quindi il capello è esposto alla situazione metabolica ambientale. Questa include i fluidi extracellulari, il sangue e la linfa. Nel momento in cui il capello raggiunge la superficie cutanea la sua superficie esterna si indurisce conservando così i prodotti metabolici accumulatisi durante la sua formazione.
Tuttavia, studi scientifici hanno sollevato seri dubbi sull'efficacia del test nel misurare i livelli di esposizione a metalli pesanti in un campione di popolazione (nel caso specifico, si trattava di uno studio tendente a misurare i livelli di esposizione al mercurio nell'eventuale correlazione statistica all'insorgenza dell'autismo).
È stato invece provato in cavie da laboratorio che l'alluminio accumulandosi in tessuti molli come polmoni e sistema nervoso interferisce con le funzioni cognitive mentre in vitro forma ponti ionici a livello del DNA interferendo con i processi di espressione genetica.